# Fräkentjärnarna (Arjeplogs socken, Lappland)
Fräkentjärnarna är en sjö i Arjeplogs kommun i Lappland och ingår i Skellefteälvens huvudavrinningsområde. Sjön har en area på 0,196 kvadratkilometer och ligger 465,1 meter över havet. Sjön avvattnas av vattendraget Storbäcken.

## Delavrinningsområde
Fräkentjärnarna ingår i det delavrinningsområde (731634-160476) som SMHI kallar för Utloppet av Fräkentjärnarna. Medelhöjden är 502 meter över havet och ytan är 2,39 kvadratkilometer. Räknas de 4 avrinningsområdena uppströms in blir den ackumulerade arean 19,92 kvadratkilometer. Storbäcken som avvattnar avrinningsområdet har biflödesordning 3, vilket innebär att vattnet flödar genom totalt 3 vattendrag innan det når havet efter 266 kilometer. Avrinningsområdet består mestadels av skog (72 procent) och sankmarker (20 procent). Avrinningsområdet har 0,2 kvadratkilometer vattenytor vilket ger det en sjöprocent på 8,2 procent.